# Veliferidae
La famiglia Veliferidae Bleeker, 1859 comprende due specie di pesci d'acqua salata appartenenti all'ordine Lampridiformes.

## Etimologia
Il nome della famiglia deriva dalle parole latine velifer, velum (vela) + fero (portare), quindi "portatori di vela".

## Distribuzione e habitat
Questi pesci sono diffusi nell'Indo-Pacifico. A differenza degli altri lampriformi, i veliferidi vivono in acque relativamente basse (100 metri di profondità) piuttosto che in acque profonde.

## Generi e specie
Attualmente (2016) la famiglia comprende 2 specie, suddivise in altrettanti generi:
- Metavelifer
  - Metavelifer multiradiatus
- Velifer
  - Velifer hypselopterus

Alla famiglia appartenevano altri due generi, Nardovelifer e Veronavelifer, estinti nel periodo Luteziano.